# Hipparchia persicana
Hipparchia persicana är en fjärilsart som beskrevs av Ruggero Verity 1937. Hipparchia persicana ingår i släktet Hipparchia och familjen praktfjärilar. Inga underarter finns listade i Catalogue of Life.